# Józef Łukomski

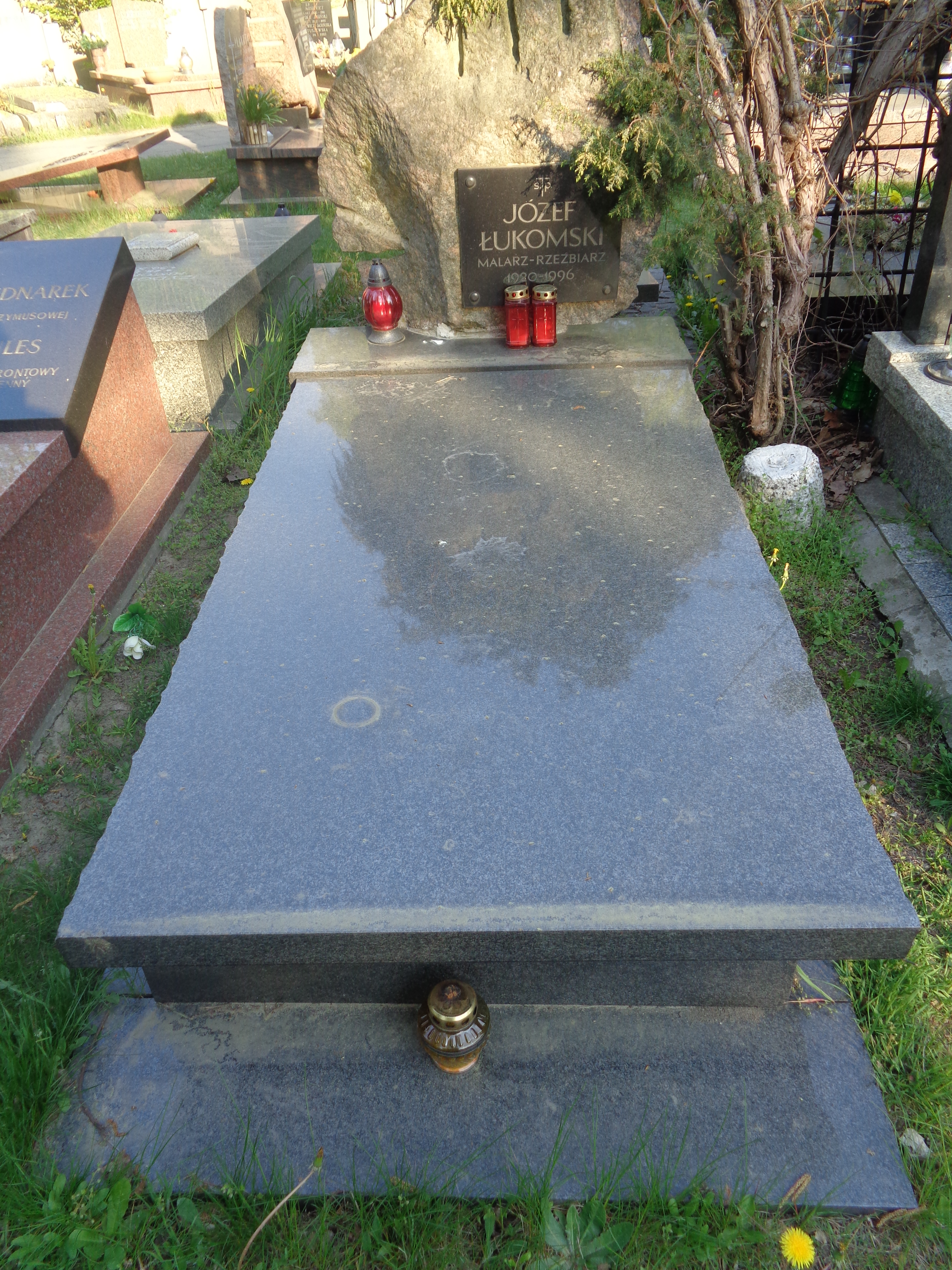
Grób Józefa Łukomskiego na Cmentarzu wojskowym na Powązkach

Józef Łukomski (ur. 1920 w Sławsku Górnym, zm. 1996 w Warszawie) – polski malarz i rzeźbiarz.
W 1962 zrobił dyplom w pracowni prof. Aleksandra Kobzdeja na warszawskiej Akademii Sztuk Pięknych. W 1977 reprezentował Polskę na Biennale w São Paulo. Wiele jego dzieł łączyło elementy obydwu tych dziedzin (obrazy-reliefy). Najbardziej znany jest z symbolicznych, ekspresyjnych aranżacji przestrzennych. Wiele z nich miało formę cykli, m.in. „Totemy”, „Epitafia”, „Sarkofagi” i „Portrety”. 
Pochowany na cmentarzu Powązki Wojskowe w Warszawie (kwatera G-3-1b).
Jego prace znajdują się m.in. w zbiorach Centrum Rzeźby Polskiej w Orońsku.